# Oblitération à barres

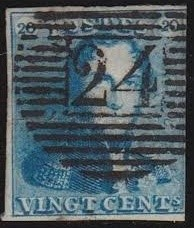
Cachet à 18 barres horizontales pour Bruxelles

L'oblitération à barres est le premier type d'oblitération utilisée en Belgique lors de l'introduction du timbre-poste en juillet 1849. Cette oblitération est constituée d’une série de barres parallèles entourant un cartouche central où est inscrit un numéro associé à un bureau de poste.

## Histoire
La première série de timbre-poste belge appelée "épaulette" est émise le Ier juillet 1849 et est à l'effigie de Léopold Ier. Le mode d’oblitération retenu est double, chaque lettre recevant 2 cachets. Le timbre est annulé via l’oblitération à barres tandis qu’un autre cachet circulaire renseigne sur la localité, la date et l’heure de départ. Le cachet à barres est constitué d’un cercle rempli de barres parallèles encadrant un numéro ou des lettres dans le cadre des bureaux ambulants dans un cartouche rectangulaire. Chaque numéro est associé à un bureau de poste belge. Le cachet à barres a été utilisé  non seulement pour les 2 premiers timbres belges, mais a été réutilisé ensuite pour les timbres de type « médaillons ». Ce système est abandonné en avril 1864 avec l’apparition de l’oblitération « losange de points » plus légère mais qui contiendra également un numéro de bureau en son centre.

## Précision

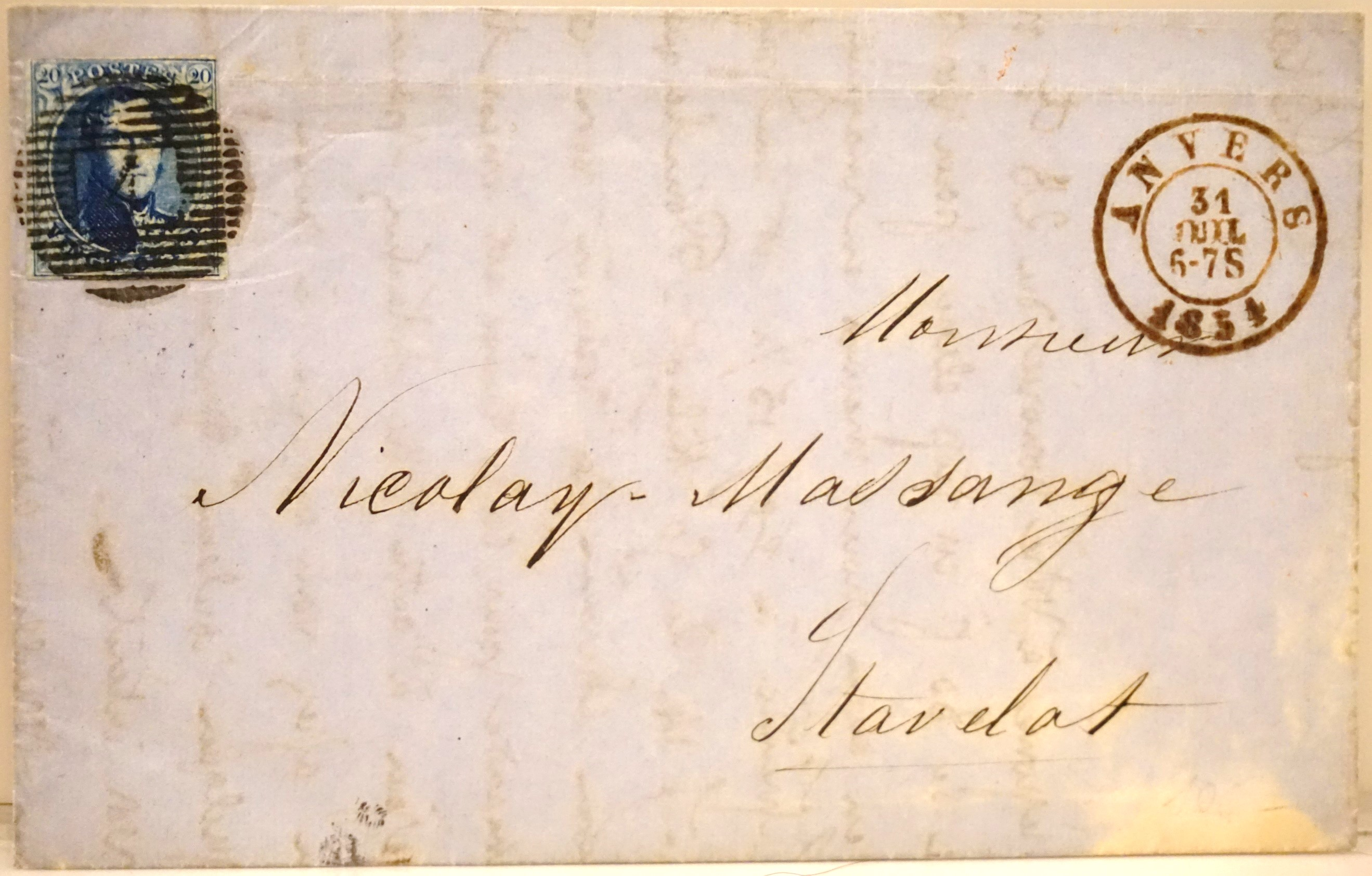
Lettre belge datée du 31 juillet 1854 avec le cachet à barres (n°4 pour Anvers) et le cachet à date

Il faut noter que tous les bureaux de poste belges n’avaient pas la même importance en 1849. Il existait ainsi 3 niveaux de responsabilité. 
- Bureau de direction

Ce sont les bureaux principaux qui contrôlaient une vaste région postale. Ils étaient au nombre de 4 et étaient localisés dans les grandes villes d’Anvers, de Bruxelles, de Gand et de Liège. Pour ces 4 bureaux, les barres sont horizontales et au nombre de 18.
- Bureau de perception

Initialement au nombre de 131, les bureaux de perception étaient les plus nombreux. Il s’agissait de bureaux comptables habilités à effectuer toutes les opérations postales. Les barres sont horizontales et au nombre de 17.
- Bureau de distribution

Leur importance est réduite puisqu’il ne s’agissait que de bureaux sous-comptables. Ils ne pouvaient effectuer que des opérations limitées, notamment dans le maniement de fonds. Les barres sont verticales et au nombre de 18.

Il existe également des cachets plus rares qui ne correspondent plus à un bureau de poste fixe. Il s'agit des facteurs ruraux dont le cachet contenait 14 ou 18 barres pleines (sans numéro) et des bureaux ambulants. Pour ces derniers, les numéros sont remplacés par des lettres et par des chiffres romains, le nombre de barres étant égal à 17 lorsqu'elles sont horizontales et à 18 lorsqu'elles sont verticales. Des variétés ont également circulé - nombre et disposition des barres, couleur de l'encre - et elles sont particulièrement recherchées des philatélistes spécialisés.
Le nombre de bureaux de direction restera toujours limité à 4, mais en 1850 et en 1857 seront rajoutés de nouveaux bureaux de perception et de distribution. Certains bureaux de perception seront par ailleurs promus au rang de perception.

## Liste des bureaux de postes belges

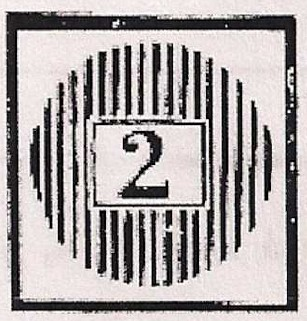
Cachet à 18 barres verticales pour le bureau d'Amay

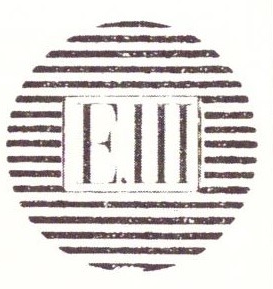
Cachet à 17 barres horizontales Est-Liège-Verviers

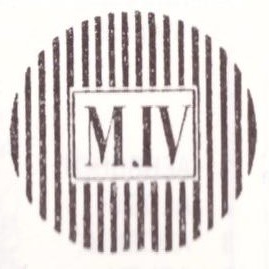
Cachet à 18 barres verticales Tournais-Jubise

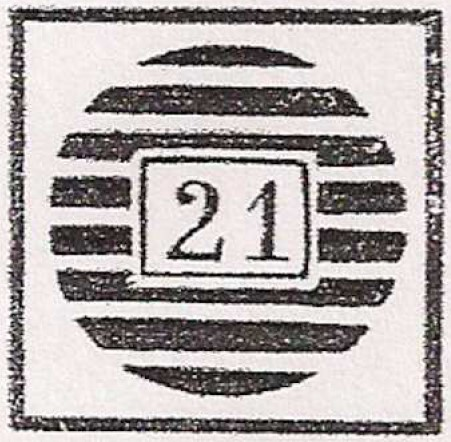
Cachet à 8 barres horizontales pour le bureau de Boussu

Les noms des localités sont écrits tels qu'ils se présentaient sur les cachets à date. Leur graphie peut avoir aujourd'hui changé.

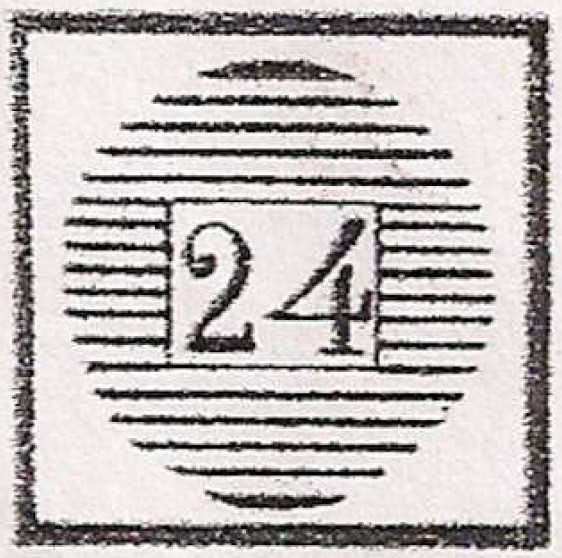
Oblitération à 18 barres horizontales pour Bruxelles

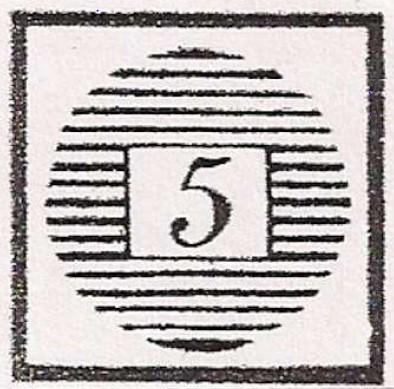
Oblitération à 17 barres horizontales pour le bureau d'Arlon